# Бейниш, Дорит
Дори́т Бе́йниш (ивр. דורית ביניש‎; род. 28 февраля 1942, Тель-Авив, Палестина (ныне Израиль)) — израильский юрист, Председательница (Президент) Верховного Суда Израиля с сентября 2006 по февраль 2012 года (судья Верховного суда Израиля с 1995 года), государственный прокурор Израиля с 1989 по 1995 год.
После выхода в отставку по завершении судебной карьеры: канцлер Открытого университета Израиля.

## Биография

### Ранние годы и семья
Дорит Бейниш (урождённая Верба (ивр. ורבה‎)) родилась в Тель-Авиве 28 февраля 1942 года в семье Аарона и Хавы Верба, приехавших в Палестину из Польши в 1933 году со старшей дочерью Пниной (1930—2020; в дальнейшем вышедшей замуж за сотрудника «Моссада» Михаэля Харари).
Отец Бейниш, Аарон Верба (1905—1981), уроженец города Камень-Каширский (ныне Украина), был активистом левой сионистской партии «Поалей Цион Смоль» в Варшаве, и по приезде семьи в Палестину работал секретарём компании «Эль Ха-Хар» (ивр. אל ההר‎) под руководством Шмуэля Цви Хольцмана, занимавшейся скупкой земель в Палестине с целью основания еврейских поселений (в том числе основала поселение Кфар-Эцион), а затем в организации по сбору пожертвований «Магбит Ха-Хитгайсут». После основания Государства Израиль работал с министром транспорта Давидом Ремезом, а затем в фискальном отделе «Гистадрута», а также был одним из ведущих активистов партии «МАПАЙ» в районе Тель-Авива и заместителем председателя Центральной избирательной комиссии Израиля.
Мать Бейниш, Хава Верба (урождённая Сер; 1909—1969), уроженка польского города Цехановец, заведовала детским садом в Тель-Авиве и писала детские книги.
Дорит Бейниш получила начальное и среднее образование в школе «Бейт Хинух ле-Ялдей Овдим» на улице Черниховски в Тель-Авиве. В возрасте восьми лет Бейниш провела год в Нью-Йорке, США, куда была направлена на обучение её мать. В течение года, проведённого в Нью-Йорке, Бейниш училась во втором классе Crown Heights Yeshivah в Бруклине.
Окончила школу «Тихон Хадаш» в Тель-Авиве. Во время учёбы в школе была членом «Ха-Тнуа ха-Меухедет», молодёжной организации партии «МАПАЙ».
С 1960 года по 1962 год Бейниш прошла службу в Управлении кадров Генштаба Армии обороны Израиля, дослужившись до звания лейтенант (се́ген).
По окончании службы в армии собиралась изучать литературу, но записалась на факультет юриспруденции Еврейского университета в Иерусалиме, где получила степень бакалавра в 1966 году и степень магистра в 1971 году.
В 1964 году вышла замуж за Йехезкеля Бейниша (род. 1941), адвоката из Иерусалима. В 1975 году у Дорит и Йехезкеля Бейниш родилась дочь Даниэла (в дальнейшем доктор юриспруденции, в прошлом глава отделения уголовного права и криминологии Академического центра юриспруденции и бизнеса в Рамат-Гане, затем директор программы по вопросам права и общества в некоммерческой организации «Джойнт-Ашалим»), в 1977 году — дочь Михаль (в дальнейшем одна из лидеров некоммерческой организации «Братья и сёстры по оружию», основанной в 2023 году израильскими солдатами-резервистами в рамках протестов против судебной реформы в Израиле).

### Служба в Министерстве юстиции
По получении степени бакалавра Бейниш поступила по рекомендации Аарона Барака на практику в Министерство юстиции Израиля, сперва в Департамент уголовного законодательства, а затем в офис заместителя Государственного прокурора Габриэля Баха.
В 1967 году получила лицензию на право занятия адвокатской деятельностью и до 1970 года работала прокурором в Прокуратуре Иерусалимского округа. Затем была переведена в Департамент уголовного права Государственной прокуратуры.
В 1976 году была назначена на должность главы Департамента петиций в Высший суд справедливости (ивр. מחלקת הבג"צים‎ махле́кет ха-бага́цим) в Государственной прокуратуре и исполняла эту должность до 1982 года.
С 1982 года по 1988 год была заместителем Государственного прокурора (ивр. המשנה לפרקליט המדינה‎).
С октября 1982 года по февраль 1983 год исполняла должность уполномоченного представителя Комиссии Кахана по сбору информации в рамках расследования обстоятельств резни в Сабре и Шатиле.
Также, помимо прочего, представляла обвинение в делах «Еврейского подполья», совершившего ряд антиарабских терактов в начале 80-х годов и планировавшего дополнительные теракты, в том числе теракт на Храмовой горе в Иерусалиме. В процессе ведения дела Бейниш получила многочисленные угрозы, и к ней был приставлен телохранитель. Также возглавляла команду обвинения в процессе против Мордехая Вануну, передавшего в прессу информацию о ядерной программе Израиля.
Стала одной из ключевых фигур в раскрытии «Дела о маршруте номер 300», дела об убийстве палестинских террористов, задержанных сотрудниками службы безопасности «Шабак». В процессе выяснения деталей дела оказалось, что служба безопасности «Шабак» под руководством высших чинов службы занималась направленной фальсификацией с целью сокрытия ответственности сотрудников службы за убийство, передавая заведомо ложную информацию в различные инстанции. С целью нейтрализации Бейниш, проявившей активность в раскрытии дела, сотрудники службы распустили слухи о, якобы, романе Бейниш с заместителем Главы «Шабака» Реувеном Хазаком, признание которого привело к открытию расследования по делу. Бейниш была уверена, что «Шабак» прослушивает её телефонные разговоры и следит за ней. Отмечалось, что участие в деле кардинально повлияло на Бейниш, в том числе пробудив в ней недоверие и критицизм в отношении властных структур и органов безопасности.
После того, как Верховный суд утвердил решение об амнистии сотрудников «Шабака», замешанных в деле, Бейниш собиралась выйти в отставку, но Государственный прокурор Йона Блатман убедил Бейниш остаться в прокуратуре, чтобы со временем сменить его на посту. Однако вскоре министр юстиции Авраам Шарир, изначально согласившийся на кандидатуру Бейниш, заявил, что предпочитает видеть на посту Государственного прокурора главу Департамента гражданского права прокуратуры Плию Альбек.
На фоне душевного стресса Бейниш вышла в отпуск по болезни и вернулась на должность накануне выборов 1988 года, с целью координации позиции об отстранении партии Меира Кахане от участия в выборах.

### В должности Государственного прокурора Израиля
В 1989 году на должность министра юстиции был назначен Дан Меридор, сменивший Авраама Шарира, и уже в начале 1989 года Бейниш была назначена на должность Государственного прокурора Израиля, став первой женщиной, назначенной на эту должность.
В этой должности была ответственна за принятие многих решений, связанных с уголовным преследованием за коррупцию, в том числе по делу министра внутренних дел Арье Дери, по делу министра религии Авнера Шаки и по делу Председателя «Еврейского агентства» Симхи Диница.
Также была одной из инициаторов основания подразделения Министерства юстиции, ответственного за расследование жалоб, направленных против действий службы безопасности «Шабак», и активно сопровождала процесс основания Департамента по расследованию правонарушений со стороны полиции (ивр. מח"ש‎) в Министерстве юстиции.
В течение событий интифады неоднократно возникали разногласия между Бейниш и министром безопасности Ицхаком Рабином в отношении правил ведения боя, стрельбы по демонстрантам и административных арестов.
Известна также своим отказом представлять в Верховном суде позицию Государства Израиль о депортации 415 активистов группировок «Хамас» и «Исламский джихад» в Ливан.
В 1994 году Бейниш получила поддержку министра юстиции Давида Либаи на представление своей кандидатуры на пост судьи Верховного суда. Однако на тот момент кандидатура Бейниш не была представлена, как сообщалось, из-за возражения Председателя Верховного суда Меира Шамгара.

### Период судебной практики
В декабре 1995 года, вскоре после назначения Аарона Барака на пост Председателя Верховного суда, Дорит Бейниш была назначена на должность судьи Верховного суда Израиля.
В 2004 году возглавляла комиссию, назначенную с целью проверки возможности позволить трансляцию судебных заседаний.
В соответствии с традицией, предписывающей назначение судьи с наибольшим стажем на пост Председателя Верховного суда при выходе действующего Председателя в отставку, Бейниш была изначально намечена в качестве преемницы Председателя Аарона Барака на посту при выходе последнего в отставку при достижении 70-летнего возраста. Однако накануне отставки Барака министр юстиции Хаим Рамон заявил о намерении поднять на обсуждение целесообразность сохранения данной традиции в отношении Бейниш. В конце концов Рамон не воплотил это заявление, а в августе 2006 года он был вынужден выйти в отставку из-за скандала, связанного с его обвинением в сексуальных домогательствах, и исполняющий обязанности министра юстиции Меир Шитрит провёл назначение Бейниш на пост Председателя Верховного суда в Комиссии по назначению судей.
14 сентября 2006 года Бейниш принесла присягу Председателя (Президента) Верховного суда, сменив на посту Председателя Аарона Барака. Стала первой в истории Израиля женщиной на этом посту, а также первой уроженкой территории Израиля на посту.
В должности Председателя Верховного суда находилась в тяжёлом конфликте с министром юстиции (с февраля 2007 по апрель 2009) Даниэлем Фридманом, планировавшего предпринять ряд коренных реформ в отношении судебной системы, в том числе законодательно ограничить полномочия Верховного суда и укрепить политический контроль над назначением судей. Бейниш возражала против предложенных реформ и утверждала, что предпринимаемые Фридманом реформы на деле предназначены «посеять распрю и раздор, разрушить существующую структуру судебной системы и нанести урон статусу должности Председателя Верховного суда».
27 января 2010 года во время заседания в суде на Бейниш было совершено нападение 52-летним Пинхасом Коэном, бросившим в Бейниш ботинки, один из которых попал ей в лицо.
В должности Председателя Бейниш предприняла ряд шагов по повышению эффективности судебной системы, в том числе введя инструкции, затрудняющие откладывание судебных заседаний по просьбе одной из сторон.
Бейниш оставалась на посту Председателя суда до 28 февраля 2012 года, после чего вышла в отставку по достижении предписанного законом 70-летнего возраста, передав пост Председателя судье Ашеру Грунису.

### После завершения судейской карьеры
В мае 2013 года Бейниш была назначена канцлером Открытого университета Израиля.
Также преподавала на факультетах права Еврейского университета в Иерусалиме и Тель-Авивского университета, а также, с 2012 года по 2015 год, в Центре права и безопасности Школы права Нью-Йоркского университета.
В 2017 году возглавляла общественную комиссию по проверке законодательства о выборах с целью разработки рекомендаций о необходимости внесения поправок в правила предвыборной агитации.
Была Президентом Ассоциации общественного права Израиля.
В ноябре 2021 года стала также членом правления Института исследования национальной безопасности (INSS) Тель-Авивского университета.
Также входит в консультативный совет фонда премии «Генезис».

## Характеристика судебной практики
При назначении в Верховный суд Бейниш, перешедшая на должность судьи из Государственной прокуратуры, была вынуждена воздержаться от участия в заседаниях, связанных с уголовным, административным и конституционным правом. В гражданских же делах Бейниш предпочитала давать стандартные постановления, воздерживаясь от внесения правовых новшеств и установления заметных судебных прецедентов.
В дальнейшей практике Бейниш проявила себя явной последовательницей либеральной судебной философии Председателя Аарона Барака в области конституционного права, поддерживая своим голосом постановления Барака по вопросам активного вмешательства Верховного суда в сферы деятельности законодательной и исполнительной власти. При этом, однако, Бейниш воздерживалась от активистской риторики, характеризующей судебный подход Барака, и её последовательная поддержка постановлений Барака при малом количестве собственных значимых постановлений дала её критикам повод публично усомниться в её способности возглавить Верховный суд по окончании периода председательства Барака.
При этом, продолжая предпринятую ещё при службе в прокуратуре линию, Бейниш дала ряд значительных постановлений в области уголовного права, в особенности в сфере борьбы с коррупцией во власти и охраны прав подозреваемых в процессе следствия. Одним из известных судебных решений Бейниш стало также её постановление о недопустимости применения каких-либо физических средств наказания при воспитании детей.
В своих постановлениях, данных после вступления на пост Председателя Верховного суда, Бейниш продолжила развитие либеральных принципов судебного усмотрения, разработанных её предшественником. Помимо прочего, среди её наиболее известных постановлений — постановление отменить решение армии о запрете на въезд палестинских автомобилей на шоссе 443 на Западном берегу реки Иордан из-за дискриминационного характера решения, а также постановление, отменяющее (по причинам конституционного несоответствия с правами человека) закон кнессета о возможности приватизации пенитенциарного учреждения. В одном из своих последних постановлений отменила положение законодательства, лишающего лиц, в распоряжении которых находится автомобиль, права на пособие по обеспечению прожиточного минимума, признав данное положение противоречащим конституционному принципу защиты человеческого достоинства.

## Награды и почётные звания
В 2010 году Бейниш было присвоено звание почётного доктора Еврейского университета в Иерусалиме, в 2012 году звание почётного доктора Университета имени Бен-Гуриона в Негеве, Института Вейцмана и Hebrew Union College и звание почётного члена Междисциплинарного центра в Герцлии, а в 2015 году звание почётного члена Холонского технологического института.
В 2012 году Бейниш было присвоено звание «Рыцарь качества власти» (ивр. אביר איכות השלטון‎), присваиваемое израильской некоммерческой организацией «Движение за качественную власть в Израиле».
В 2012 году была удостоена ордена Почётного легиона степени кавалера. В 2013 году получила звание Почётного гражданина города Иерусалима.
В 2018 году издательством Университета имени Бар-Илана был опубликован фестшрифт «Книга Дорит Бейниш», собравший в себя академические статьи с анализом правовых доктрин и практик, на формирование которых повлияла Бейниш за свою карьеру.
В августе 2021 года вышла книга «Первая» (ивр. הראשונה‎) — биографическая книга Михаль Шакед о Бейниш.
В ноябре 2022 года муниципалитет Тель-Авива постановил присвоить Бейниш звание Почётного гражданина города Тель-Авива, звание было присвоено в ходе церемонии, состоявшейся 13 марта 2023 года.

## Публикации
- דורית ביניש יצחק זמיר — מורה, שופט וידיד משפט וממשל ו' (התשס"א—התשס"ב), 17 (Дорит Бейниш, «Ицхак Замир — учитель, судья и товарищ», «Мишпат у-мимшаль» № 6 (2001—2002), 17) (Архивная копия от 10 августа 2022 на Wayback Machine) (иврит)
- דורית ביניש לזכרו של השופט חיים כהן קרית המשפט ג' (התשס"ג-2003), 49 (Дорит Бейниш, «В память о судье Хаиме Коэне», «Кирьят ха-Мишпат» № 3 (2003), 49) (иврит)
- דורית ביניש שלטון החוק בתקופת הלחימה משפט וצבא 17 (התשס"ד), 19 (Дорит Бейниш, «Верховенство закона в период военных действий», «Мишпат ве-цава» № 17 (2004), 19) (Архивная копия от 14 апреля 2022 на Wayback Machine) (иврит)
- דורית ביניש דברים בטקס הפרישה של הנשיא אהרן ברק משפטים לח (התשס"ח—התשס"ט), 13 (Дорит Бейниш, «Речь на церемонии выхода в отставку Председателя Аарона Барака», «Мишпатим» № 38 (2008—2009), 13) (Архивная копия от 24 января 2023 на Wayback Machine) (иврит)
- דורית ביניש דברים לכבודה של השופטת דליה דורנר, ספר דליה דורנר, הוצאת נבו (התשס"ט), 53 (Дорит Бейниш, «Речь в честь судьи Дальи Дорнер», в «Книге Дальи Дорнер» (ред. Ш. Альмог, Д. Бейниш и Я. Ротема), издательства «Нево» (2009), ISBN 9789654420570, с. 53) (иврит)
- דורית ביניש אקדמות מילין משפחה במשפט ג-ד (התשס"ט-התש"ע), 13 (Дорит Бейниш, «Введение», «Мишпаха бе-Мишпат» № 3-4 (2009—2010), 13) (иврит)
- דורית ביניש דברים בטקס הבוגרים של הפקולטה למשפטים במרכז האקדמי למשפט ולעסקים ברמת גן עלי משפט ח' (פברואר 2010), 7 (Дорит Бейниш, «Речь на выпускной церемонии факультета юриспруденции Академического центра права и бизнеса в Рамат-Гане», «Алей Мишпат» № 8 (февраль 2010), 7) (Архивная копия от 25 сентября 2020 на Wayback Machine) (иврит)
- דורית ביניש דברי פתיחה, ספר גבריאל בך, הוצאת נבו (התשע"א), 15 (Дорит Бейниш, «Введение», в «Книге Габриэля Баха» (ред. Д. Хана, Д. Коэн-Леках и М. Баха), издательства «Нево» (2011), ISBN 9789654420815, с. 15) (иврит)
- דורית ביניש דברי ברכה, ספר סטיב אדלר, הוצאת נבו (התשע"ו), 15 (Дорит Бейниш, «Приветственные слова», в «Книге Стива Адлера» (ред. И. Эльясофа, Н. Арад, Э. Барак-Уссоскин, Г. Давидова, С. Давидов-Мотолы, А. Хеледа и Г. Мундлака), издательства «Нево» (2016), ISBN 9789654421331, с. 15) (иврит)
- דורית ביניש אדמונד לוי — שופט, אדם וחבר, ספר אדמונד לוי, הוצאת נבו (התשע"ז), 11 (Дорит Бейниш, «Эдмонд Леви — судья, человек и друг», в «Книге Эдмонда Леви» (ред. О. Гордона), издательства «Нево» (2017), ISBN 9789654421584, с. 11) (иврит)
- דורית ביניש דברים משלי ושלמי תודה, ספר דורית ביניש, הוצאת נבו (2018), 17 (Дорит Бейниш, «Немного от себя и слова признательности», в «Книге Дорит Бейниш» (ред. К. Азулай, И. Бар-Симан-Това, А. Барака, Ш. Лифшица), издательства «Нево» и издательства Университета имени Бар Илана (2018), ISBN 9789654421546, с. 17) (иврит)
- דורית ביניש 1992 — ההליכים המשפטיים הקשורים לגירוש פעילי החמאס ללבנון, שורשים במשפט, 25.3.19 (Дорит Бейниш, «1992 — юридические процессы, связанные с депортацией активистов „Хамаса“ в Ливан», публикация проекта Министерства юстиции «Корни права» (ред. Д. Зильбер) (25.3.19) (Архивировано 15 декабря 2022 года.) (иврит)
- דורית ביניש על דרכה השיפוטית של השופטת עדנה ארבל, ספר דליה דורנר, הוצאת נבו ואוניברסיטת בר אילן (התשפ"ב), 31 (Дорит Бейниш, «О судейском пути Эдны Арбель», в «Книге Эдны Арбель» (ред. Ш. Авив Йейни, Д. Бейниш, А. Бендора, Х. Данциг-Розенберг и К. Миллер), издательства «Нево» и издательства Университета имени Бар Илана (2022), ISBN 9789654422383, с. 31) (иврит)
- דורית ביניש הלכת דרעי-פנחסי: הגשת כתב אישום ופסלות לכהונה, 75 שנות עצמאות במשפט, הוצאת נבו (התשפ"ג), 181 (Дорит Бейниш, «Постановление по делу Дери-Пинхаси: подача обвинительного заключения и негодность к исполнению должности», в книге «75 лет правовой независимости» (ред. Д. Барак-Эрез), издательства «Нево» (2023), ISBN 9789654422444, с. 181) (иврит)
- דורית ביניש אסור לנו להירדם בשמירה ולו לרגע קט (Дорит Бейниш, «Нам нельзя заснуть на страже даже на долю секунды»), Ynet (15.8.24) (Архивная копия от 17 августа 2024 на Wayback Machine) (иврит)